# ディアマイベイビー
『ディアマイベイビー』は、MANGAmuse・テレビ東京・ソラジマ原作による日本の漫画作品。「LINEマンガ」「ebookjapan」にて、2025年2月21日より連載中。
2025年4月から6月まで、テレビ東京系にてテレビドラマが放送された。

## テレビドラマ
『ディアマイベイビー〜私があなたを支配するまで〜』（ディアマイベイビー わたしがあなたをしはいするまで）のタイトルで、2025年4月5日（4日深夜）から6月21日（20日深夜）までテレビ東京系「ドラマ24」枠で放送された。主演は松下由樹。

### キャスト

#### 主要人物
吉川恵子（よしかわ けいこ）
演 - 松下由樹（中学生時：前田織音）
芸能事務所「ロジャーエンタテイメント」のベテランマネージャー。国民的人気女優・垣内麗奈をデビューから育て上げたが、事務所独立の際、一緒に新しい事務所に連れて行ってもらえず落胆して町を歩いていたところ、森山拓人に出会い彼の才能を見出しスカウトする。
森山拓人（もりやま たくと）
演 - 野村康太（幼少期：土屋陽翔）
吉川恵子にスカウトされ、ロジャーエンタテイメントに所属することになった新人俳優。演技はまったくの素人。

#### ロジャーエンタテイメント
山部克己
演 - 長妻怜央
実力があり評価もされている看板俳優。
春日井丸世
演 - 異儀田夏葉
克己を支える敏腕マネージャー。
神崎理恵
演 - 桜まゆみ
恵子と春日井の同僚。社内や芸能界の情報通。
奥村進
演 - 岩谷健司
社長。

#### 周辺人物
森山雪乃
演 - 山口紗弥加
拓人にトラウマを与えた毒親。
南雲美羽
演 - 中村ゆりか
芸能事務所「シュガーボックス」所属の人気女優。森山拓人の初出演ドラマの主演女優。

#### ゲスト
第1話
- 垣内麗奈（独立したばかりの国民的人気女優） - 安達祐実（特別出演）
- 木曽（ドラマプロデューサー） - 阪田マサノブ
- 友梨（新人女優） - 市原菜夏
- 田所（ドラマ監督） - 松澤仁晶（第2話）
- 桜井（ドラマ助監督） - 板倉武志（第2話）
- ニュースキャスター - 板垣龍佑（テレビ東京アナウンサー、第8話・第9話）

第2話
- 石田（スタイリスト） - ゆいかれん
- 遠山 - 久富春菜

第3話
- 麻耶（克己と以前共演した女優） - 十束るう
- 女性（克己の不倫疑惑写真を見て噂話をする女性） - 三田美吹、勝田彩月
- ワークショップ講師 - 巴山祐樹

第4話
- 大迫（ドラマ監督） - 福津健創（第6話・第7話）
- 久保田（ドラマプロデューサー） - 平岡亮（第6話・第7話）
- 佐伯（ドラマ助監督） - 村田洋二郎（第6話・第7話）

第5話
- 女性（拓人を探す恵子に声をかける） - 野々目良子

第6話
- 拓人のファン - 高井千帆、真島淳

第7話
- 南雲昌哉（美羽の弟） - 柏木悠（超特急）

第9話
- 高橋（週刊誌記者） - 谷川昭一朗
- 吉川安郎（恵子の父） - 植木祥平
- 吉川智恵子（恵子の母） - 田中こなつ
- 刑事 - 大山雄史

第10話
- 山野（朝ドラ「スズメの涙」監督） - 山中崇史（第11話・最終回）
- 出待ちファン - ファントムシータ（もな・美雨・凛花・百花、いずれも最終回）
- 記者 - 内藤聖羽、青木泰寛
- 拓人の近所に住む主婦 - 松山尚子
- 朝ドラ スタッフ - 久具巨林（役：助監督、第11話・最終回）、宮島はるか（第11話・最終回）、三浦那智（役名：安藤、第11話・最終回）
- 母親（朝ドラに出演する子役の母親） - 伊藤静香
- 子役（朝ドラに出演する子役） - 森優理斗（最終回）

最終回
- 拓人の噂話をする女性 - 佐藤ひなた、佐藤七海

### スタッフ
- 原作 - MANGAmuse・テレビ東京『ディアマイベイビー』（テレビ東京・AMUSE CREATIVE STUDIO・SORAJIMA 刊）[1]
- 脚本 - 岸本鮎佳[1]
- 監督 - 河原瑶、松丸博孝[1]
- 音楽プロデューサー - 田井モトヨシ[1]
- 音楽 - 田井千里[1]
- 主題歌 - ファントムシータ「すき、きらい」（Virgin Music / ユニバーサルミュージック）[24]
- エンディングテーマ - 阿部真央「マリア」（IRORI Records / PONYCANYON INC. | KAGAYAKI RECORDS）[25][24]
- チーフプロデューサー - 森田昇（テレビ東京）[1]
- プロデューサー - 藤田絵里花（テレビ東京）、矢ノ口真実（The icon）、木村綾乃（The icon）[1]
- 制作 - テレビ東京、The icon[1]
- 製作著作 - 「ディアマイベイビー」製作委員会[1]

### 放送日程
| 各話   | 放送日  | サブタイトル                | 監督     |
| ------ | ------- | --------------------------- | -------- |
| 第1話  | 4月05日 | 運命の出会い                | 河原瑶   |
| 第2話  | 4月12日 | あなたの味方はだぁ～れ?     | 河原瑶   |
| 第3話  | 4月19日 | ルールを破ったのはだぁ～れ? | 河原瑶   |
| 第4話  | 4月26日 | 一緒に住まない?             | 松丸博孝 |
| 第5話  | 5月03日 | 30歳差のキス練習            | 河原瑶   |
| 第6話  | 5月10日 | たっくんが必要なの          | 河原瑶   |
| 第7話  | 5月17日 | 私の秘密、見たわね?         | 松丸博孝 |
| 第8話  | 5月24日 | ドブネズミ見～つけた        | 河原瑶   |
| 第9話  | 5月31日 | 遂に事件発生―               | 河原瑶   |
| 第10話 | 6月07日 | 女の呪縛                    | 河原瑶   |
| 第11話 | 6月14日 | 会いたいよ、恵子さん        | 河原瑶   |
| 最終回 | 6月21日 | 歪んだ愛の果てに…           | 河原瑶   |

- 第8話は前日の『世界卓球2025』（18:25 - 22:24）放送に伴う特別編成の関係で、30分繰り下げられ、0時42分 - 1時12分に放送された。

### 放送局
| 放送期間               | 放送時間                     | 放送局         | 対象地域       | 備考   |
| ---------------------- | ---------------------------- | -------------- | -------------- | ------ |
| 2025年4月5日 - 6月21日 | 土曜 0:12 - 0:42（金曜深夜） | テレビ東京     | 関東広域圏     | 製作局 |
|                        |                              | テレビ大阪     | 大阪府         |        |
|                        |                              | テレビ愛知     | 愛知県         |        |
|                        |                              | テレビせとうち | 岡山県・香川県 |        |
|                        |                              | テレビ北海道   | 北海道         |        |
|                        |                              | TVQ九州放送    | 福岡県         |        |
| 2025年4月9日 -         | 水曜 0:00 - 0:30（火曜深夜） | BSテレ東       | 全国           |        |

| テレビ東京系 ドラマ24                                          | テレビ東京系 ドラマ24                                                      | テレビ東京系 ドラマ24                      |
| 前番組                                                         | 番組名                                                                     | 次番組                                     |
| -------------------------------------------------------------- | -------------------------------------------------------------------------- | ------------------------------------------ |
| 家政婦クロミは腐った家族を許さない （2025年1月11日 - 3月29日） | ディアマイベイビー 〜私があなたを支配するまで〜 （2025年4月5日 - 6月21日） | 40までにしたい10のこと （2025年7月5日 - ） |